# Dichlorure de germanium
Le dichlorure de germanium, ou chlorure de germanium(II), est un composé chimique de formule GeCl2. Il est souvent appelé dichlorogermylène pour souligne sa ressemblance avec le carbène. La molécule en phase gazeuse est courbée, comme prévu par la théorie VSEPR. Le complexe formé avec le dioxane a été utilisé comme source de GeCl2 moléculaire pour des réactions de synthèse.

## Propriétés et préparation
Le dichlorure de germanium se présente sous la forme d'un solide jaunâtre très réactif qui s'hydrolyse facilement, soluble dans le benzène et l'éther diéthylique. Il peut être obtenu à l'état solide en faisant passer du tétrachlorure de germanium GeCl4 sur du germanium métallique à 650 °C :
GeCl4 + Ge → 2 GeCl2.
Il se forme également par décomposition du chlorogermane GeH3Cl à 70 °C :
2 GeH3Cl → GeCl2 + GeH4 + H2.

## Réactions
Il s'hydrolyse en donnant l'hydroxyde de germanium(II) Ge(OH)2, de couleur jaunâtre, qui donne, par chauffage, le monoxyde de germanium GeO, de couleur marron :
GeCl2 (aq) + 2 H2O (l)  {\displaystyle \rightleftharpoons }  Ge(OH)2 (s) + 2 HCl (aq)
Ge(OH)2 (s) → GeO + H2O.
Les oxydes et hydroxydes du germanium sont amphotères. Les solutions de GeCl2 dans l'acide chlorhydrique sont très réductrices. Avec l'ion chlorure, on a pu caractériser la formation de composés ioniques contenant l'ion pyramidal GeCl3−. Avec le rubidium et le césium, il de forme des chlorures, comme RbGeCl3, qui présentent des structures de type pérovskite distordues.